# Tudanca (Kantabrien)
Tudanca ist eine Gemeinde in der spanischen Autonomen Region Kantabrien.  Sie befindet sich im westlichen Teil der Region, 96 Kilometer von der Hauptstadt Santander entfernt. Tudanca ist eingebettet in das Tal des Nansa und gehört also zur Comarca Saja-Nansa. Die Gemeinde leidet unter starkem Bevölkerungsverlust.

## Orte
- La Lastra
- Santotís (Hauptort)
- Sarceda
- Tudanca

## Bevölkerungsentwicklung
| 1842 | 1900 | 1950 | 1981 | 1991 | 2001 | 2011 |
| ---- | ---- | ---- | ---- | ---- | ---- | ---- |
| 606  | 866  | 1221 | 460  | 295  | 239  | 167  |

## Wirtschaft
Die Wirtschaft basiert auf Wanderweidewirtschaft auf den Sejos-Pässen und auf der Züchtung der Rinderrasse Tudanca, genutzt für die Produktion von Fleisch und Milch.